# 真珠 (映画)
『真珠』（しんじゅ、西: La Perla、英: The Pearl）は、1947年のメキシコ映画。ジョン・スタインベックの『真珠』を映画化したものであるが、原作者以外は、スタッフもキャストも全員、メキシコ人であり、日本で初めて公開されたメキシコ映画である。

## 主な出演者
- キノ：ペドロ・アルメンダリス
- 愛妻フアノ: マリア・エレナ・マルケス
- 真珠の仲買人: フェルナンド・ワーグナー
- 医者: チャールズ・ルーナー
- 名付け親: アルフォンソ・ベドーヤ

## スタッフ
- 監督：エミリオ・フェルナンデス
- 原作：ジョン・スタインベック
- 撮影：ガブリエル・フィゲロア

## 製作
アメリカの著名な作家ジョン・スタインベックの原作であり、原作者自身が脚色にも加わっているのは、輸出を狙ったからだと言われており、撮影も同じショットをスペイン語と英語で二度ずつ撮っている。監督のエミリオ・フェルナンデスはもともとハリウッドで俳優をしたが、アメリカ映画の影響はほとんど感じられず、際立った独自のスタイルを持っている。

## 受賞
- ヴェネツィア国際映画祭
  - 映画の進歩に対する独創的な貢献最優秀映画賞
  - 最優秀撮影賞（ガブリエル・フィーゲローア）

- ゴールデングローブ賞
  - 撮影賞（ガブリエル・フィーゲローア）